# بهارية (مقاطعة دليجان)
بهارية (بالفارسية: بهاریه) هي قرية تقع في مركزي في إيران. يقدر عدد سكانها بـ 20 نسمة بحسب إحصاء 2016.